# Немачка подморница У-147
Подморница У-147 је била Немачка подморница типа II-Д и коришћена је у Другом светском рату. Подморница је изграђена 11. децембра 1940. године, и служила је у 1. подморничкој флотили (11. децембар 1940 — 19. децембар 1940) - обука, 22. подморничкој флотили (20. децембар 1940 — 1. фебруар 1941) - школски брод, и у 3. подморничкој флотили (1. фебруар 1941 — 2. јун 1941) - борбени брод.

## Слжба
По завршетку градње, и завршене пробне вожње, подморница У-147 је 20. децембар 1940. године уврштена у 22. подморничку флотилу, и до 1. фебруара 1941. године, служила је као школски брод. По уврштавању у 3. подморничку флотилу, У-147 полази из базе Кил, 9. фебруара 1941. године, на своје прво борбено патролирање. Након 8 дана, У-147 упловљава у Берген - Норвешка, одакле полази 22. фебруара у ново патролирање.
У 22:12 сати, 2. марта 1941. године, норвешки трговачки брод  (заповедник Ролф Свенсен), који је одлутао 1. марта од конвоја HX-109, услед лоших временских услова, погођен је у предњи део једним торпедом, испаљеног из У-147, и тоне за један минут на око 155 наутичких миља северозападно од Хебрида. Немци су покушали да саслушају неколико преживелих бродоломника, који су се држали за остатке брода, али нису успели да их разумеју. На крају, заповедник и 28 чланова посаде су изгубљени, међу њима и два британска дечака од 14 и 16 године. Свега један члан посаде је преживео овај напад, и пронађен је од британске корвете HMS Pimpernel (K 71), након 11 дана проведених на једном сплаву. Бродоломник је касније искрцан у Гриноку.
Подморнива У-147 упловљава 12. марта 1942. године у базу Кил, чиме је завршила своје друго патролирање. На следеће патролирање, она ће кренути из Кила 16. априла 1941. године. У 02:42 сати, 27. априла, незаштићени норвешки трговачки брод  (заповедни Ивар Лене) који је превозио 1.900 тона угља, торпедован је од У-147, источно од Шетландских острва, и тоне у року од 2 минута. Једанаест чланова његове посаде је погинуло. Заповедник и 7 осталих чланова посаде, успели су да се попну на један сплав, али нису били у могућности да помогну преосталим члановима посаде, који су се налазили у води и запомагали, пошто је био велики мрак. У зору, они уочавају још један сплав, који је био празан, и помоћу весла долазе до њега, и део бродоломника прелази на други сплав. Касније тог дана, преживели су сакупљени од британског трговачког брода Hengist, превезени су до Скребстера.
Након 26 дана патролирања, У-147 упловљава 11. маја у Берген, и ту остаје до 24. маја 1941. године, када полази на своје четрвто, а уједно и последње патролирање. Дана, 31. маја, британски трговачки брод  (заповедник Жан Суле), који је одлутао од конвоја HX-127, је био торпедован од У-147, северозападно од Блади Форленда, и прелама се на два дела. Заповедник и 10 члана његове посаде гине. Преосталих 23 члана посаде и 2 стражара су били сакупљени од британског слупа HMS Deptford (L 53), и искрцани су у Ливерпул. Задњи део Gravelines је потонуо, а предњи је одвучен у Клид и 3. јуна је насукан у заливу Камес. Брод је проглашен за тотално уништен и током 1942. године, послат је на сечење. Дана, 2. јуна 1941. године, белгијски трговачки брод Mokambo из конвоја OB-329 је био торпедован и оштећен од У-147. Међутим, убрзо је У-147 је нападнута и потопљена са комплетном посадом од 26 члана, од британског разарача HMS Wanderer и корвете HMS Periwinkle.

## Команданти
- Рајнхард Хардеген - 11. децембар 1940 — 4. април 1941. (Витешки крст)
- Еберхард Ветјен - 5. април 1941. - †2. јун 1941.

## Бродови
| Име брода | Држава               | Тежина     | Година изградње | Датум напада    | Напомена        |
|           | Норвешка             | 4.811 тона | 1920.           | 2. март 1941.   | Потопљен        |
|           | Норвешка             | 1.334 тона | 1921.           | 27. април 1941. | Потопљен        |
|           | Уједињено Краљевство | 2.491 тона | 1925.           | 31. мај 1941.   | Тотално уништен |
|           | Белгија              | 4.996 тона | 1938.           | 2. јун 1941.    | Оштећен         |
| --------- | -------------------- | ---------- | --------------- | --------------- | --------------- |